# Gottfried van Swieten

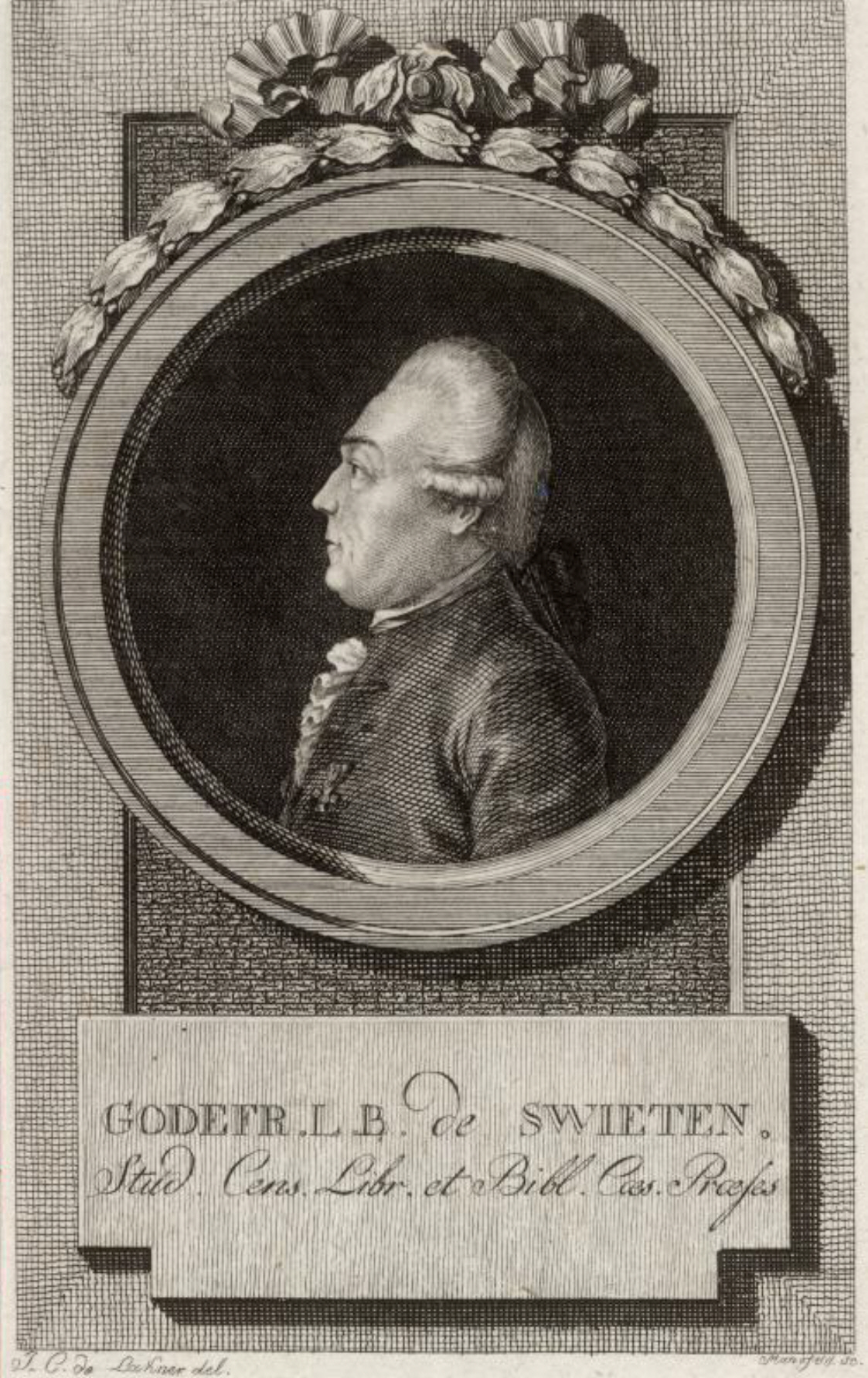
Gottfried van Swieten

Gottfried Freiherr van Swieten (* 29. Oktober 1733 in Leiden; † 29. März 1803 in Wien) war ein Diplomat in Diensten der Habsburgermonarchie. Er war ein Förderer mehrerer Komponisten klassischer Musik, darunter Joseph Haydn, Wolfgang Amadeus Mozart und Ludwig van Beethoven.

## Leben
Gottfried van Swieten verbrachte einen großen Teil seiner Kindheit in Holland. Sein Vater, der Arzt Gerard van Swieten, erwarb hohes Ansehen für das Anheben der Standards in medizinischer Forschung und Lehre und wurde 1745 Leibarzt der Kaiserin Maria Theresia. Er zog mit seiner Familie nach Wien und wurde dort später in den erblichen Freiherrenstand erhoben. 
Gottfried wurde in Wien an einer Schule der Jesuiten für den Staatsdienst erzogen und arbeitete (nach einem kurzen Einsatz im öffentlichen Dienst) in zwei Berufen: 
Als Diplomat für Österreich war er von 1755 bis 1757 in Brüssel, von 1760 bis 1763 in Paris, als österreichischer Gesandter von 1763 bis 1764 in Warschau und schließlich von 1770 bis 1777 in Berlin. 
Nach seiner Rückkehr nach Wien arbeitete er bis zum Ende seines Lebens als Präfekt der Kaiserlichen Hofbibliothek. Zudem war er bis Anfang Dezember 1791 „Präses der Studien- und Bücherzensur-Hofkommission“, mithin leitender Staatsbeamter. Die Positionen eines Leiters der Hofbibliothek und der Zensurkommission hatte schon sein Vater bekleidet.
Van Swieten hatte ein starkes Interesse an Musik, er komponierte selbst eine Reihe von Opern und Sinfonien, die allerdings nicht von großer Qualität sind und heutzutage nur noch selten aufgeführt werden. Joseph Haydn fand seine Sinfonien „so steif wie ihn selbst“. Swieten gehört in den Kreis der Aufklärung; hierher gehört auch seine Mitwirkung an der Schließung von fast 1000 österreichischen Klöstern durch Joseph II.

## Einfluss auf klassische Komponisten

### Mozart
Van Swieten machte Mozart mit den Arbeiten von Johann Sebastian Bach und Georg Friedrich Händel bekannt, als er um 1782/83 die Manuskripte, die er während seines langen Aufenthalts in Berlin gesammelt hatte, bei den regulären Sonntagskonzerten im großen Prunksaal der Wiener Hofbibliothek zur öffentlichen Aufführung zur Verfügung stellte. Mozart, Haydn und Vanhal wirkten bei den Konzerten aktiv mit. Die Begegnung mit den Kompositionen der größten Komponisten des Barock machte einen tiefen Eindruck auf Mozart und hatte großen Einfluss auf seine späteren Kompositionen. Van Swieten gilt als Mozarts Mäzen.
In den späteren 1780er Jahren organisierte van Swieten die Gesellschaft der Associierten Cavaliers, eine Versammlung musikinteressierter Adliger. Dank finanzieller Unterstützung dieser Gruppe war van Swieten in der Lage, das Interesse an Barockmusik, das er mit Mozart teilte, weiter zu verfolgen. Die Gesellschaft beauftragte Mozart mit der Überarbeitung von vier Händel-Kompositionen zur Aufführung im zeitgenössischen Geschmack. Von diesen ist Mozarts Bearbeitung von Händels Oratorium Messiah, die neue Passagen für Flöten, Klarinetten, Fagotte, Hörner und Posaunen sowie weitere für die Kesselpauken enthält, am bekanntesten. Der Messias wurde unter der Schirmherrschaft der Gesellschaft 1789 mehrmals aufgeführt.
Als Mozart 1791 starb, organisierte van Swieten für ihn die damals allgemein übliche Beerdigung 3. Klasse. Später veranstaltete er die Erstaufführung des von Süßmayr nach Eybler vollendeten Mozart-Requiems im Wiener Jahn-Saal als Benefizkonzert für Constanze und die beiden überlebenden Kinder der Ehe.

### Haydn
Van Swieten war Haydns enger Mitarbeiter bei den beiden Oratorien Die Schöpfung (1798) und Die Jahreszeiten (1801). Er traf selbst die Auswahl und fertigte die Übersetzung des Quellenmaterials, das von John Milton beziehungsweise von James Thomson stammte, aus dem Englischen ins Deutsche an und besorgte oft ziemlich linkische Rückübersetzungen ins Englische, um den Text dem Rhythmus von Haydns Musik anzupassen; beide Oratorien wurden anfangs zweisprachig veröffentlicht.
Er machte darüber hinaus Haydn Vorschläge, wie verschiedene Passagen des Librettos musikalisch gesetzt werden sollten. Ein Beispiel ist die bewegende Episode in der Schöpfung, in der Gott den neu erschaffenen Tieren aufträgt, fruchtbar zu sein und sich zu vermehren. Van Swietens Umschreibung von Gen 1,27 f.  ist:
| Seid fruchtbar alle, Mehret euch! Bewohner der Luft, vermehret euch, und singt auf jedem Aste! Mehret euch, ihr Flutenbewohner Und füllet jede Tiefe! Seid fruchtbar, wachset, und mehret euch! Erfreuet euch in eurem Gott! | Be fruitful all And multiply. Dwellers of the air, multiply and sing on every branch. Multiply, ye dwellers of the tides, And fill every deep. Be fruitful, grow, multiply, And rejoice in your God! |

Haydns Musik rührt von einem Vorschlag van Swietens her, dass die Worte von einem Basssolisten zu einer schmucklosen Basslinie gesungen werden sollten. Wie üblich folgte er dem Vorschlag jedoch nur teilweise und fügte nach einigem Nachdenken zu der Basslinie eine reiche Schicht vierstimmiger Harmonien für Celli und Violen hinzu – entscheidend für das endgültige Ergebnis.
Die Premieren von Die Schöpfung und Die Jahreszeiten fanden ebenfalls unter der Schirmherrschaft der Gesellschaft der Assoziierten statt, die auch finanzielle Garantien abgab, die Haydn für seine langfristigen Projekte benötigte.

### Beethoven
Van Swieten war einer der Wiener Aristokraten, deren finanzielle Unterstützung die frühe Karriere Beethovens möglich machte. Es ist allerdings denkbar, dass van Swietens Förderung des jungen Talents auch damit zu tun hatte, dass Beethoven zu Beginn seiner Karriere oft die Präludien und Fugen aus Bachs Wohltemperiertem Klavier, die er noch aus Bonn kannte, in den Wiener Salons aufführte.
Gottfried van Swieten gehörte 1795 zu den Subskribenten von Beethovens Klaviertrios op. 1. Er kaufte drei Exemplare. Beethovens erste Symphonie ist van Swieten gewidmet.

### Andere Verbindungen
In seiner Berliner Zeit unterstützte van Swieten Carl Philipp Emanuel Bach, bei dem er sechs Sinfonien bestellte. Eine von C. P. E. Bachs berühmtesten Kompositionen, die dritte Sammlung der Sonaten für Kenner und Liebhaber, ist van Swieten gewidmet. Nach Bachs Übersiedlung nach Hamburg besuchte van Swieten ihn auch dort nochmals.
Johann Nikolaus Forkel, der erste Bach-Biograph, widmete sein Buch ebenfalls van Swieten.